# Villa Bahnhofstraße 16
Die Villa Bahnhofstraße 16 in der niedersächsischen Stadt Osterholz-Scharmbeck stammt vom Anfang des 20. Jahrhunderts. Aktuell (2025) wird sie als Wohnhaus und gewerblich genutzt.
Das Gebäude steht unter Denkmalschutz (siehe auch Liste der Baudenkmale in Osterholz-Scharmbeck).

## Geschichte und Beschreibung
In freier Landschaft zwischen den beiden Ortschaften Osterholz und Scharmbeck wurde 1862 der Bahnhof Osterholz-Scharmbeck gebaut. Hier entstand nun eine neue Ansiedlung. 1865 wurde die Bahnhofstraße als Verbindung zwischen Scharmbeck und dem Bahnhof gepflastert und 1870 ein erstes Hotel eröffnet. Anfang des 20. Jahrhunderts entstand dann im Flecken Osterholz an der Bahnhofstraße das neue Villenviertel und 1905 wurden 18 Bauplätze ausgewiesen, einer (Nr. 18) für die Kaiserliche Hauptpost (1906).
Dieses eingeschossige giebelständige verklinkerte Gebäude mit ziegelgedecktem Mansarddach und Krüppelwalmdach wurde 1920 für den Kreistierarzt Gustav Düwell auf einem größeren Grundstück gebaut. Die Gestaltung erfolgte durch das zweigeschossige Risalit an der Südostseite, Balkone und einen Anbau.
Das Landesdenkmalamt befand u. a.: „… Drei der hier in ähnlicher Formensprache entstandenen Villen mit den Adressen Bahnhofstraße 10, 14 und 16 sind gut überkommen. An ihrer Erhaltung besteht aus geschichtlichen und städtebaulichen Gründen wegen des orts- und siedlungsgeschichtlichen, gebäudetypischen und straßenbildprägenden Zeugniswerts ein öffentliches Interesse …“
In der Nachbarschaft stehen die Villen Bahnhofstraße Nr. 12 und denkmalgeschützt Nr. 10 und Nr. 14.